# Daxiatitan
Daxiatitan – rodzaj olbrzymiego zauropoda z grupy tytanozaurów (łac. Titanosauria) żyjącego we wczesnej kredzie na terenie dzisiejszej Azji. Jego szczątki odnaleziono w osadach grupy Hekou w południowo-wschodniej części basenu Lanzhou na terenie prowincji Gansu w Chinach.
Został opisany w 2008 przez You i współpracowników w oparciu o niekompletny szkielet (GSLTZP03–001) obejmujący dziesięć kręgów szyjnych, dziesięć grzbietowych i dwa kaudalne, a także prawe: łopatkę, kość kruczą oraz kość udową. Obejmuje jeden gatunek – Daxiatitan binglingi. Jego nazwa pochodzi od chiń. 大夏 Dàxià (dopływ Huang He, w pobliżu którego odnaleziono skamieniałości) i gr. τιτάν (od tytanów z mitologii greckiej).
Rozmiary kręgów szyjnych Daxiatitan pozwalają oszacować długość szyi na około 12 metrów. Długość całego zwierzęcia wynosiła co najmniej 30 metrów. Budowa kości udowych dowodzi, że Daxiatitan poruszał się z bardziej niż inne zauropody rozstawionymi na boki kończynami. Analizy kladystyczne wykazały, iż jest bazalnym przedstawicielem tytanozaurów (definiowanych przez Upchurcha i współpracowników (2004) jako przedstawiciele Titanosauriformes bliżej spokrewnieni z saltazaurem niż z brachiozaurem).